# Franz Schwarz (Jurist)
Franz Schwarz (* 23. Mai 1826; † 16. April 1907) war ein deutscher Verwaltungsjurist.

## Leben
Schwarz begann an der Rheinischen Friedrich-Wilhelms-Universität Rechtswissenschaft zu studieren und wurde 1846 im Corps Guestphalia Bonn aktiv. Im selben Jahr wechselte er an die Schlesische Friedrich-Wilhelms-Universität, wo er sich am 23. Juli 1846 auch dem Corps Silesia anschloss. Er wurde zum Dr. jur. promoviert. In Breslau war er von 1880 bis 1902 Präsident von Preußens Generalkommission für die Provinz Schlesien. Er starb mit 81 Jahren. Seine Tochter Clara heiratete Curt von Kronhelm.

## Ehrungen
- Ehrenmitglied des Corps Silesia